# Epinecrophylla haematonota fjeldsaai
El hormiguerito del Yasuní (Epinecrophylla haematonota fjdelsaai), también denominado hormiguerito de dorso pardo (en Perú) es una subespecie de ave paseriforme de la familia Thamnophilidae perteneciente al género Epinecrophylla. Es nativo de una pequeña zona en la cuenca del Amazonas noroccidental en América del Sur.

## Distribución y hábitat
Se distribuye en una restringida zona por el sureste de Ecuador (sur y oeste del río Napo) y extremo centro norte de Perú (al norte de Loreto al sur hasta el centro del río Tigre).
Habita en el sotobosque de bosques húmedos tropicales, principalmente de terra firme, por abajo de los 250 m s. n. m. de altitud.

## Sistemática

### Descripción original
La especie E. fjeldsaai fue descrita por primera vez por los ornitólogos Niels Krabbe, Morton L. Isler, Phyllis R. Isler, Bret M. Whitney, José Álvarez Alonso & Paul J. Greenfield en 1999 bajo el nombre científico Myrmotherula fjeldsaai; la localidad tipo es «cerca del Río Tiputini, 37 km de ruta al sur-sureste de Pompeya, Provincia de Napo, Ecuador; 0°38′S 76°26′W, altitud 275 m».

### Etimología
El nombre genérico femenino «Epinecrophylla» se compone de las palabras griegas «epi» que significa ‘sobre’, «nekros» que significa ‘muerto’, y «phullon» que significa ‘hoja’; y el nombre de la especie «fjeldsaai», homenajea al ornitólogo danés Jon Fjeldså.

### Taxonomía
Diversos autores sugirieron que el género Myrmotherula no era monofilético, uno de los grupos que fueron identificados como diferente del Myrmotherula verdadero fue el grupo de garganta punteada o haematonota, cuyos miembros comparten similitudes de plumaje, de hábitos de alimentación y de vocalización. Finalmente, análisis filogenéticos de la familia conducidos por Isler et al. (2006), incluyendo seis especies del grupo haematonota y más doce de Myrmotherula, encontraron que los dos grupos no estaban hermanados. Para aquel grupo fue descrito el género Epinecrophylla. La separación en el nuevo género fue aprobada por la Propuesta N° 275 al Comité de Clasificación de Sudamérica (SACC) en mayo de 2007.
A pesar de descrita como especie plena, algunos autores y clasificaciones más recientes tratan a la presente y al hormiguerito del Negro Epinecrophylla pyrrhonota como subespecies del hormiguerito dorsirrojo Epinecrophylla haematonota, con base en la similitud de vocalización y poca diferencia de plumaje, lo que fue reconocido en la Propuesta No 817 al SACC, y seguido actualmente por las principales clasificaciones.
Los análisis genéticos, sin embargo, muestran que E. pyrrhonota sería diferente, pero no fjeldsaai, confirmado por estudios más recientes que restablecerían el rango de especie plena a pyrrhonota manteniendo a fjeldsaai como subespecie.